# Radomlje
n
Lega kraja v Atlasu okolja

Rádomlje so naselje z okoli 1.800 prebivalci v občini Domžale. Nahajajo se približno 4 km severno od Domžal in ležijo na levem bregu reke Kamniške Bistrice. Skozi vas teče Mlinščica, umetni potok, ki se pri Volčjem Potoku napaja iz Kamniške Bistrice z reguliranim odjemom ob Homškem hribu in se ji ponovno priključi z Račo na območju Podrečja. V Radomljah je tudi sedež župnije Radomlje.

## Zgodovina in izvor imena
Naselje je bilo prvič omenjeno leta 1353.
Ime nekateri pripisujejo mlinom v vasi (rado-melje). Glede na zgodnjo omembo, ko mlinov še ni bilo, je bolj verjetno, da ime kraja izhaja iz slovanskega osebnega imena Rado(m).
Radomlje so eno izmed živahnih bivalnih, obrtnih ter trgovsko-poslovnih naselij na ravnini med Domžalami in Kamnikom oz. vzhodnem delu Mengeškega polja. Nekatera naselja se stikajo, a se natančno ve, kje se eno konča in začne drugo. Presêrje se začnejo na desnem bregu Bistrice, takoj za mostom; na jugu pa se Radomlje stikajo s Škrjančevim, na kar opozarja prometna tabla, na severu s Húdim in na vzhodu z Rôvami. Radomlje si osnovno šolo delijo s Preserjami in Homcem (Osnovna šola  Preserje pri Radomljah). Šola je na desnem, zahodnem bregu Bistrice, torej v Preserjah. 
Radomlje so bile nekoč znane po opekarni in mlevski obrti. Še vedno obratuje eden redkih manjših mlinov v Sloveniji (Kraljev mlin na Radomeljski Mlinščici). Blizu Radomelj, 1km severno, je Arboretum Volčji Potok.
S krajem je povezano tudi ime ene prvih slovenskih partizanskih enot. V gozdičku ob Kamniški Bistrici je bila ustanovljena Radomeljska četa.   

## Gospodarstvo
Večjih proizvodnih obratov v Radomljah ni. Industrijske lokacije so v bližnjih Preserjah (Induplati, lesno-predelovalni obrat), na Količevem (papirnica) ter še južneje proti Viru Helios. Na obrobju vasi je zraslo več bivalnih naselij. Tudi v središču sta dve bivalno-poslovni večnadstropnici; v eni je trgovina, v drugi pošta, vrtec, lekarna, frizer, optik, trgovina in bife.
Radomlje so postale pomembnejše prometno vozlišče odkar je zgrajena avtocesta mimo Domžal. Skozi Radomlje je najkrajša pot do domžalskega priključka (blizu Vira) iz Kamnika in okolice.

## Društva
V Radomljah je več dejavnih društev.
Najstarejše društvo v Radomljah je Prostovoljno gasilsko društvo Radomlje, ki so ga ustanovili leta 1929

### Foto, kino in video klub Mavrica
Eno najbolj znanih in dejavnih tovrstnih društev v Sloveniji. Ustanovljeno leta 1969, čeprav so ustanovitelji, ki so si s samofinanciranjem kupili ljubiteljske fotoaparate, kamero in uredili temnico, organizirano delovali že leta 1964.
Društvo je bilo dve desetletji eno najbolj dejavnih v tedanji Jugoslaviji, saj je prejelo več nagrad na filmskih festivalih in fotografskih razstavah ter organiziralo več državnih in republiških filmskih festivalov in fotografskih razstav.
Leta 1974 je film Diptih (režija in scenarij Vasja Hafner, kamera Peter Rojc, igra Igor Lipovšek) zmagal na Jugoslovanskem festivalu ljubiteljskega filma v Novem Sadu. FKVK Mavrica se je ukvarjal tudi z dramsko dejavnostjo.
Iz kluba sta izšla poklicna režiserja Franc Arko in Matjaž Koncilja.
Na mednarodnem festivalu Unica v Švici je nagrado osvojil film Komu (režija, scenarij, kamera in montaža Anton Mueller). Klub je desetletja sodeloval z mednarodno priznanim fotografom in pedagogom Vlastjem Simončičem.
Predsednik društva je Janez Kosmač. 

### Kulturno društvo Mlin
Vsako leto pripravi celovečerno igro in več kulturnih in družabnih dogodkov.

### Nogometni klub Radomlje
Nastopal je v 2. ligi - zahod, leta 2011 pa si je priboril igranje v 1.b nogometni ligi. V sezoni 2014/15 je nastopal v prvi državni ligi in izpadel.

### Turistično društvo Radomlje
Turistično društvo Radomlje je bilo ustanovljeno leta 1961 v mesecu marcu, kot Turistično olepševalno  društvo.
Društvo je prostovoljna društvena organizacija, interesna, neprofitna, nestrankarska in ljubiteljska, usmerjena v ustvarjalnost prebivalcev Radomelj in okolice ob dejstvu, da je lepo urejen in gostoljuben kraj motiv za domačine in obiskovalce - turiste.
V društvu, ki deluje kot del civilne družbe v turizmu, je včlanjenih preko 180 članov. 
Trenutni predsednik turističnega društva je Peter Zvonc.
TD Radomlje

### Košarkarski klub Lastovka Radomlje
Nastopal je v drugi slovenski košarkarski ligi in je podružnica KK Heliosa Domžale. V sezoni 2015/16 nastopa v prvi državni ligi kot KK Koper Primorska. 

### Moški pevski zbor Radomlje
Ustanovljen leta 1970. Prvi zborovodja je bil Stane Habe.
1. ↑  »Prebivalstvo po spolu in po starosti, občine in naselja, Slovenija, letno«. Statistični urad Republike Slovenije.
2. ↑  »Opis enote nepremične kulturne dediščine, evidenčna številka 10765«. Geografski informacijski sistem kulturne dediščine. Ministrstvo za kulturo Republike Slovenije.
3. ↑  »English menu for the UNICA website«. unica-web.com. Arhivirano iz prvotnega spletišča dne 26. januarja 2016. Pridobljeno 9. januarja 2016.